# Sonate pour basson
Une Sonate pour basson est une formation de musique de chambre écrite pour basson selon la structure sonate, le plus souvent accompagné d'un piano. Les sonates pour basson étaient relativement inhabituelles jusqu'à la seconde moitié du XXe siècle mais de très nombreuses sonates pour basson solo et sonates pour basson en duo avec d'autres instruments tels que le violoncelle ou le hautbois ont été écrites dans les soixante dernières années. Occasionnellement, des sonates écrites pour basson peuvent être interprétées par un violoncelle.
Sauf indication contraire, les pièces répertoriées ci-dessous sont écrites pour basson et piano.

## Baroque
| - Giovanni Antonio Bertoli, Neuf sonates (1645) - Philipp Friedrich Böddecker, Sonate sopra « La Monica » (1651) - Joseph Bodin de Boismortier, Sonates variées (1730s) - Johann Friedrich Fasch, Sonate en do (paternité incertaine) | - Johann Ernst Galliard, Six sonates pour basson ou violoncelle (1733) - Luigi Merci, Six sonates pour basson ou violoncelle, Op. 3 (c. 1735) - Georg Philipp Telemann, Sonate en fa mineur |

## Classique
| - Johann Andreas Amon, Sonate concertante en fa majeur, Op. 88 - François Devienne, Six sonates (1788?) - Miguel de Lope, Sonate pour basson et continuo (1791) | - Wolfgang Amadeus Mozart, Sonate pour basson et violoncelle en si bémol majeur, K. 292 (1775) - Etienne Ozi, Sonates variées - Anton Reicha, Sonate en si bémol, Op. Posth. |

## Époque romantique
| - Anton Liste, Sonate, Op. 3 (c. 1822) - William Hurlstone, Sonate en fa majeur (1904) - Julius Röntgen, Sonate en la bémol mineur (1929) | - Camille Saint-Saëns, Sonate en sol majeur, op. 168 (1921) - Gustav Schreck, Sonate en mi bémol majeur, op. 9 (1887) |

## XXesiècle
| - Eduardo Alemann, Sonatine, Op. 72, n° 2 (1957) - Susana Antón, Sonatine - Hans Erich Apostel, Sonate, Op. 19, n° 3 pour basson solo (1951) - Violet Archer, Sonatine (1978), Sonate (1980) - Edward Arteaga, Sonate (1993) - Boaz Avni, Sonate (1996) - Robert Baksa, Sonate (1991, rev. 2005) - Richard Rodney Bennett, Sonate (1999) - Niels Viggo Bentzon, Sonate (1972) - Olav Berg, Sonatine (1995) - Antonio Bibalo, Sonate (1991) - Willem Frederik Bon, Sonate pour basson solo, Op. 32 (1970) - Robert J. Bradshaw, Sonate No. 7 "Ad Hoc" pour basson et cordes ou piano - Victor Bruns (de), Trois sonates, Op. 20 (1952), 45 (1969) et 86 (1988) - Romeo Cascarino (en), Sonate (1950) - Mario Castelnuovo-Tedesco, Sonate, op. 130 (1946) - Barney Childs (en), Sonate (1964) - Arnold Cooke, Sonate (1988) - Jean Coulthard, Sonatine lyrique (1970) - Michael G. Cunningham, Sonate parisienne, Op. 72 (1981) - William D. Davis, Sonata (1969) - Serge de Gastyne (en), Sonatine, op. 58 (1972) - Edison Denisov, Sonate pour basson seul (1982) - Pierre-Max Dubois, Sonatine Tango (1984) - Horst Ebenhöh, Sonatine, op. 47/4 pour basson solo (1987) - Helmut Eder (en), Sonatine, op. 34/3 (1963) - Iván Erőd, Sonate milanaise, op. 47 (1985) - Alvin Etler, Sonate (1951) - Eberhard Eyser, Sonate pour basson seul (1973) - Ferenc Farkas, Sonatine basée sur des chansons folkloriques hongroises pour contrebasse, violoncelle ou basson et piano (1955); Sonate Romantique (1985) - Jindřich Feld, Sonatine (1969) - Bjørn Fongaard, Trois sonates, op. 109, n° 1 (1971) et op. 125, n° 14 et 15 (1973); Sonatine, op. 126, No. 17 - Merab Gagnidze, Sonate pour basson solo; Sonate pour basson et timbales - Odette Gartenlaub, Sonatine (1959) - Harald Genzmer, Sonate pour basson seul (1974) - Glenn Gould, Sonate (1950) - Czesław Grudziński, Sonate n° 2 (1984) - Sofia Gubaidulina, Sonate en duo pour deux bassons - Anthony Hedges (en), Sonate fantaisie, Op. 104 (1986) - Lennart Hedwall, Sonate pour basson solo (1977) - Paul Hindemith, Sonate (1938) - Alan Hovhaness, Sonate pour deux bassons (1977); Sonate pour hautbois et basson, Op. 302 (1979) - Bertold Hummel, Sonatine (1976) - Yuri Kasparov, Sonate infernale pour basson solo (1989) - Kjell Mørk Karlsen, Sonate chorale n° 2, Op. 13, n° 2 (1971) - Ulysses Kay (en), Sonate (1941) - Homer Keller (en), Sonate (1955) - Brian Kershner, Sonate (1989) - Ron Klimko, Sonate (1997) - Charles Koechlin, Sonate, Op. 71 (1918) - Ellis Kohs, Sonate (1953) - Serge Lancen, Sonatine (1983) - Terje Bjørn Lerstad, Sonate, Op. 192 (1989) | - David Loeb (en), deux Sonates pour basson solo (1975, 1990) - Otto Luening, Sonate (1970) - Juliusz Łuciuk, Sonate (1954) - Ivar Lunde, Jr., Sonate, Op. 78 (1982) - Mathieu Lussier, "White Rock" Sonate, Op. 28 - Trygve Madsen (en), Sonate, Op. 25 - Ernst Mahle (en), Sonate (1969), Sonatine (1974) - Pierrette Mari, Sonatine (1964) - Władysława Markiewiczówna, Sonatine (1954) - Arnold Matz, Sonatine (1987) - Brady McElligot, Sonate (1982) - Marcel Mihalovici, Sonate (1958) - John Mitchell (es), Sonate, Op. 36 (1979) - Oskar Morawetz (en), Sonate (1981) - Nicolas Nabokov, Sonate (1941) - Ray Næssén, Sonate divine - Václav Nelhýbel (en), Sonate da Chiesa No. 3 "Variations on 'Our God Almighty'" pour trombone, basson ou hautbois et orgue (1977) - Ivo Petrić (en), Sonate (1954) - Gabriel Pierné, Prélude de Concert (1933) - Wolfgang Plagge, Trois sonates, Op. 43 (1989/90), Op. 74 (1993) et Op. 123 (2007) - Francis Poulenc, Sonate pour clarinette et basson (1922) - Graham Powning, Sonate pour deux bassons - Gerhard Präsent (en), Erödiana (Capriccio Erödico) pour basson (ou violoncelle) et piano (1996), pour Iván Erőd - André Previn, Sonate (1999) - Salvador Ranieri, Sonatine (c. 1990) - Einojuhani Rautavaara, Sonate, Op. 26 (1970) - Verne Reynolds, Sonate - Alan Ridout, Sonate (1972) - Peter Schickele, Sonate Abassoonata, S.888 (1996) (la partition stipule que le musicien doit jouer les parties pour basson et pour piano simultanément) - Othmar Schoeck, Sonate Op. 41 - Robert Schollum, Deux sonatines, Op. 55/3 et Op. 57/3 - Nikos Skalkottas, Sonate concertante, A/K 67 (1943) - Gunnar Sønstevold, Sonatine (1990) - Luboš Sluka (en), Sonate - Nicholas Van Slyck, Fantasia Numerica : Sonate pour basson seul (1960) - Dmitri Smirnov, Sonate, Op. 22 - Michael Smolanoff, Sonate, Op. 3 (1972) - Gunnar Sønstevold, Sonatine (1990) - Leon Stein, Sonate (1970) - John Steinmetz, Sonate (1981) - Halsey Stevens (en), Sonate (1949) - Alexandre Tansman, Sonatine (1952) (Tansman est également l'auteur d'une Suite pour basson et piano, 1960) - Alexandre Tcherepnine, Sonatine Sportive pour basson ou saxophone et piano, Op. 63 (1939) - Kunio Toda, Sonate (1965-66) - Robert E. Tyndall, Sonate (1947) - Mieczyslaw Weinberg, Sonate pour basson solo, Op. 133 - Stanley Weiner, Sonate, Op. 32 (1971) - Elliot Weisgarber, Sonate (1973) - Alec Wilder, Trois sonates, n° 1 (1968), n° 2 (1969) et n° 3 (1982) - Luigi Zaninelli (en), Sonatine |

## XXIesiècle
| - Teddy Abrams, Sonate (2007) - Abraham Fabella, Sonate pour basson et piano (2002-2003) - Nancy Galbraith, Sonate (2004) - Ivan Jevtic, Sonate (2005) - Paul Lewis, Sonate Poppiflora (2004) - David Maslanka (en), Sonate pour basson et piano (2003) | - Robert Paterson (en), Sonate pour basson et piano (2001) - Nikola Resanovic (en), Sonate (2004) - Simon Sargon (en), Sonate en la (2005) (également arrangée pour hautbois et piano) - Daniel Schnyder (en), Sonate pour basson et piano - Randall Snyder, Spring Sonata (2005) - Graham Waterhouse, Phoenix Arising in memoriam William Waterhouse pour basson et piano (2009) |